# Wilhelm Behrens (Pianist)
Georg Wilhelm Peter Behrens (* 15. Mai 1930 in Varel/Oldenburg; † 5. Januar 2000 in Freiburg im Breisgau) war ein deutscher Pianist und Hochschullehrer.

## Leben
Wilhelm Behrens wurde als zweites von sechs Kindern der Ärzte Dietrich Behrens (1893–1979) und Karola Behrens (1896–1970) in Varel geboren. Seine jüngere Schwester war die Sopranistin Hildegard Behrens (1937–2009). Nach dem Schulbesuch in Varel studierte Behrens an der Staatlichen Hochschule für Musik Hamburg bei Eduard Erdmann und an der Hochschule für Musik Freiburg bei Carl Seemann. 1962 schloss Behrens sein Studium mit der Konzertreife ab und wurde 1963 als Lehrer im Fach Klavier an der Freiburger Musikhochschule eingestellt. Dort übernahm er 1971 eine Professur für Klavier, die er bis 1995 innehatte. In dieser Zeit konzertierte Behrens auch selbst als Solist und spielte zahlreiche Radioproduktionen ein. Zu seinen Schülern gehörten die Klavierprofessoren Martin Dombrowski und Andreas Immer.